# Tyska mästare i basket
Tyska mästare i basket
1939 utsågs en tysk mästare i basket för första gången då LSV Spandau vann mästerskapet. Andra världskriget gjorde att mästerskapet lades ner. 1947 spelades mästerskapet för andra gången. 1949 grundades Tysklands basketbollförbund. Sedan 1967 avgörs mästerskapet genom Bundesliga i basket. 

## Damer

### Tyska mästare
- 1947 TC Jahn 1883 München
- 1948 TC Jahn 1883 München
- 1949 TSC Spandau 1880
- 1950 TC Jahn 1883 München
- 1951 TC Jahn 1883 München
- 1952 Heidelberger TV 1846
- 1953 Neuköllner SF
- 1954 Heidelberger TV 1846
- 1955 Heidelberger TV 1846
- 1956 Heidelberger TV 1846
- 1957 Heidelberger TV 1846
- 1958 Heidelberger TV 1846
- 1959 Heidelberger TV 1846
- 1960 Heidelberger TV 1846
- 1961 TV Augsburg 1847
- 1962 TV Gross-Gerau
- 1963 Heidelberger TV 1846
- 1964 TV Augsburg 1847
- 1965 ATV 1877 Düsseldorf
- 1966 1. SC 05 Göttingen
- 1967 ATV 1877 Düsseldorf
- 1968 1. SC 05 Göttingen
- 1969 VfL Lichtenrade
- 1970 1. SC 05 Göttingen
- 1971 1. SC 05 Göttingen
- 1972 1. SC 05 Göttingen
- 1973 Heidelberger SC
- 1974 1. SC 05 Göttingen
- 1975 DJK Agon 08 Düsseldorf
- 1976 Düsseldorfer BG
- 1977 Düsseldorfer BG
- 1978 Bayer Leverkusen
- 1979 Bayer Leverkusen
- 1980 DJK Agon 08 Düsseldorf
- 1981 DJK Agon 08 Düsseldorf
- 1982 DJK Agon 08 Düsseldorf
- 1983 DJK Agon 08 Düsseldorf
- 1984 DJK Agon 08 Düsseldorf
- 1985 DJK Agon 08 Düsseldorf
- 1986 DJK Agon 08 Düsseldorf
- 1987 DJK Agon 08 Düsseldorf
- 1988 DJK Agon 08 Düsseldorf
- 1989 BTV 1846 Wuppertal
- 1990 DJK Agon 08 Düsseldorf
- 1991 DJK Agon 08 Düsseldorf
- 1992 Lotus München
- 1993 BTV 1846 Wuppertal
- 1994 BTV 1846 Wuppertal
- 1995 BTV 1846 Wuppertal
- 1996 BTV 1846 Wuppertal
- 1997 BTV 1846 Wuppertal
- 1998 BTV 1846 Wuppertal
- 1999 BTV 1846 Wuppertal
- 2000 BTV 1846 Wuppertal
- 2001 BTV 1846 Wuppertal
- 2002 BTV 1846 Wuppertal
- 2003 BC Marburg
- 2004 TSV 1880 Wasserburg
- 2005 TSV 1880 Wasserburg
- 2006 TSV 1880 Wasserburg
- 2007 TSV 1880 Wasserburg
- 2008 TSV 1880 Wasserburg
- 2009 Saarlouis Royals
- 2010 Saarlouis Royals
- 2011 TSV 1880 Wasserburg
- 2012 Wolfenbüttel Wildcats
- 2013 TSV 1880 Wasserburg
- 2014 TSV 1880 Wasserburg
- 2015 TSV 1880 Wasserburg
- 2016 TSV 1880 Wasserburg
- 2017 TSV 1880 Wasserburg
- 2018 Rutronik Stars Keltern
- 2019 Herner TC
- 2020 inställd på grund av covid-19-pandemin
- 2021 Rutronik Stars Keltern
- 2022 Eisvögel USC Freiburg
- 2023 Rutronik Stars Keltern
- 2024 Alba Berlin
- 2025 Rutronik Stars Keltern

### DDR-mästare
1990:	SG KPV 69 Halle
1989:	SG KPV 69 Halle
1988:	SG KPV 69 Halle
1987:	SG KPV 69 Halle
1986:	SG KPV 69 Halle
1985:	SG KPV 69 Halle
1984:	SG KPV 69 Halle
1983:	SG KPV 69 Halle
1982:	SG KPV 69 Halle
1981:	SG KPV 69 Halle
1980:	SG KPV 69 Halle
1979:	SG KPV 69 Halle
1978:	SG KPV 69 Halle
1977:	SG KPV 69 Halle
1976:	SG KPV 69 Halle
1975:	SG KPV 69 Halle
1974:	SG KPV 69 Halle
1973:	BSG EBT Berlin
1972:	SG KPV 69 Halle
1971:	SG KPV 69 Halle
1970:	SG KPV 69 Halle
1969:	SC Chemie Halle
1968:	SC Chemie Halle
1967:	TSC Berlin
1966:	SC DHfK Leipzig
1965:	SC DHfK Leipzig
1964:	SC Chemie Halle
1963:	TSC Berlin
1962:	BC Rotation Berlin
1961:	SC Chemie Halle
1960:	SC Chemie Halle
1959:	HSG Wissenschaft Humboldt-Universität Berlin
1958:	HSG Wissenschaft Humboldt-Universität Berlin
1957:	HSG Wissenschaft HU Berlin
1956:	HSG Wissenschaft HU Berlin
1955:	BSG Rotation Mitte Leipzig
1954:	BSG Rotation Mitte Leipzig

## Herrar

### Tyska mästare
2024: Bayern München
2023: Ratiopharm Ulm
2022: Alba Berlin
2021: Alba Berlin
2020: Alba Berlin
2019: Bayern München
2018: Bayern München
2017: Brose Bamberg
2016: Brose Bamberg
2015: Brose Bamberg
2014: Bayern München
2013: Brose Bamberg
2012: Brose Bamberg
2011: Brose Bamberg
2010: Brose Bamberg
2009: EWE Baskets Oldenburg
2008: Alba Berlin
2007: Brose Bamberg
2006: RheinEnergie Köln
2005: GHP Bamberg
2004: Skyliners Frankfurt
2003: ALBA Berlin
2002: Alba Berlin
2001: Alba Berlin
2000: Alba Berlin
1999: Alba Berlin
1998: Alba Berlin
1997: Alba Berlin
1996: TSV Bayer 04 Leverkusen
1995: TSV Bayer 04 Leverkusen
1994: TSV Bayer 04 Leverkusen
1993: TSV Bayer 04 Leverkusen
1992: TSV Bayer 04 Leverkusen
1991: TSV Bayer 04 Leverkusen
1990: TSV Bayer 04 Leverkusen
1989: BG Steiner Bayreuth
1988: BSC Saturn Köln
1987: BSC Saturn Köln
1986: TSV Bayer 04 Leverkusen
1985: TSV Bayer 04 Leverkusen
1984: ASC Göttingen
1983: ASC Göttingen
1982: BSC Saturn Köln
1981: BSC Saturn Köln
1980: SSC Göttingen
1979: TuS 04 Leverkusen
1978: MTV 1846 Gießen
1977: USC Heidelberg
1976: TuS 04 Leverkusen
1975: MTV 1846 Gießen
1974: SSV Hagen
1973: USC Heidelberg
1972: TuS 04 Leverkusen
1971: TuS 04 Leverkusen
1970: TuS 04 Leverkusen
1969: VfL Osnabrück
1968: MTV 1846 Gießen
1967: MTV 1846 Gießen
1966: USC Heidelberg
1965: MTV 1846 Gießen
1964: Alemannia Aachen
1963: Alemannia Aachen
1962: USC Heidelberg
1961: USC Heidelberg
1960: USC Heidelberg
1959: USC Heidelberg
1958: USC Heidelberg
1957: USC Heidelberg
1956: ATV Düsseldorf
1955: Bayern München
1954: Bayern München
1953: Turnerbund Heidelberg
1952: Turnerbund Heidelberg
1951: Turnerbund Heidelberg
1950: BC Stuttgart-Degerloch
1949: MTSV Schwabing
1948: Turnerbund Heidelberg
1947: MTSV Schwabing
1939: LSV Spandau

### DDR-mästare
1990:	BSG AdW Berlin
1989:	HSG TU Magdeburg
1988:	HSG TU Magdeburg
1987:	BSG AdW Berlin
1986:	BSG AdW Berlin
1985:	BSG AdW Berlin
1984:	BSG AdW Berlin
1983:	BSG AdW Berlin
1982:	BSG AdW Berlin
1981:	BSG AdW Berlin
1980:	BSG AdW Berlin
1979:	BSG AdW Berlin
1978:	BSG AdW Berlin
1977:	HSG K-M-U Leipzig
1976:	HSG K-M-U Leipzig
1975:	HSG K-M-U Leipzig
1974:	BSG AdW Berlin
1973:	HSG K-M-U Leipzig
1972:	SK KPV 69 Halle
1971:	HSG K-M-U Leipzig
1970:	SK KPV 69 Halle
1969:	ASK Vorwärts Leipzig
1968:	ASK Vorwärts Leipzig
1967:	ASK Vorwärts Leipzig
1966:	ASK Vorwärts Leipzig
1965:	ASK Vorwärts Leipzig
1964:	SC Chemie Halle
1963:	SC Chemie Halle
1962:	ASK Vorwärts Halle
1961:	HSG Humboldt-Universität Berlin
1960:	HSG Humboldt-Universität Berlin
1959:	HSG Humboldt-Universität Berlin
1958:	HSG Humboldt-Universität Berlin
1957:	HSG Wiss. HU Berlin
1956:	HSG Wiss. HU Berlin
1955:	HSG Wiss. HU Berlin
1954:	HSG Wiss. HU Berlin
1953:	HSG Wiss. HU Berlin